# یقیا گاسپاریان
یقیا گاسپاری گاسپاریان (ارمنی: Եղիա Գասպարի Գասպարյան؛ زادهٔ ۱۸۹۳ - درگذشته ۱۹۴۸) نمایش‌نامه‌نویس و نقاش منظره‌نگاری و تک‌چهره در سبک امپرسیونیسم اهل ارمنستان بود.

## زندگی‌نامه
وی در ۱۸۹۳ به دنیا آمد.  در سال ۱۸۹۵ به همراه خانواده اش به حلب نقل مکان نمود. پس از پایان تحصیلات در پاریس به حلب بازگشت. نقاشی‌های وی هم‌اکنون در نگارخانه ملی ارمنستان نگهداری می‌شود. وی در ۱۹۴۸ در سن ۵۵ سالگی درگذشت.

## آثار
- از ما بهترون (در سال ۱۳۶۶ توسط آربی اوانسیان اجرا شده‌است)